# Kryoryctes cadburyi
Kryoryctes cadburyi (лат.) — вид вымерших млекопитающих из отряда однопроходных, единственный в роде Kryoryctes. Обнаружен в нижнемеловой формации Юмералла, в породах возрастом около 106 млн лет (ранний альб) в штате Виктория (Австралия). Известен только по части правой плечевой кости.

## Этимология названия
Название рода образовано из др.-греч. κρύος — «холод», в связи с тем, что место обнаружения в раннем мелу находилось за полярным кругом, и ὀρύκτης — «тот, кто копает», из-за крепкой плечевой кости, говорящей о роющем образе жизни. Видовое название cadburyi дано в честь производителя шоколада и других кондитерских изделий Cadbury Schweppes Pty Ltd. в благодарность за поддержку раскопок, в ходе которых был обнаружен голотип вида, и в связи с его тёмным цветом. По словам одной из участниц раскопок, их руководитель пообещал килограмм шоколада за челюсть динозавра и кубометр шоколада за кость млекопитающего, будучи уверенным, что таковой не найдут. Когда оказалось, что одна из находок, предварительно определённая как кость черепахи, на самом деле принадлежит млекопитающему, фабрика Cadbury действительно наградила первооткрывателей кубометром какао-масла и шоколадным фуршетом.

## Описание
Kryoryctes cadburyi отличается от всех современных однопроходных наличием широкой неглубокой борозды на проксимальном отделе плечевой кости, а также наличием дистального углубления локтевого отростка. Придмор и соавторы считают, что этих признаков достаточно, чтобы отличить его от Steropodon, а также от других похожих однопроходных, таких как Obdurodon, Kollikodon, Teinolophos и Monotrematum. Обнаруженная кость имеет длину 46 мм, но один её конец обломан, а другой подвергся истиранию, и авторы её описания (Придмор и др., 2005) оценивают исходную длину примерно в 50 мм.
На основании расширенных дистального и проксимального концов плечевой кости авторы описания определили, что Kryoryctes cadburyi, вероятно, приспособлен к роющему образу жизни. В 2009 году Мартин, анализируя норы, сделанные доисторическими животными, пришел к выводу, что хотя Kryoryctes cadburyi является самым крупным из известных млекопитающих нижнего мела Виктории, вероятно, он был слишком мал для большинства нор в этой области.